# Daiki Oizumi
Daiki Oizumi (尾泉 大樹 Oizumi Daiki?), född 30 juni 1989 i Kanagawa prefektur, är en japansk före detta fotbollsspelare.
Oizumi började sin karriär 2012 i FC Gifu. 2014 flyttade han till SP Kyoto FC. Han avslutade karriären 2015.